# دفنة فورموزية
دفنة فورموزية (الاسم العلمي:Daphne formosana) هي نوع من النباتات تتبع جنس الدفنة من الفصيلة المثنانية.